# Avicularia
Az Avicularia, egy nem a pókok (Araneae) rendjében, négytüdős pókok (Mygalomorphae) alrendjében és a madárpókfélék (Theraphosidae) családjában.
A nem összes faja Közép- és Dél-Amerika trópusi esőerdeiben honos.
Az Avicularia név „madárevőt” jelent. Egy 1705-ben készített rézmetszeten egy madárpókot is feltüntettek, aminek láttán Carl von Linné a fajnak az Aranea avicularia, azaz „madárevő pók” nevet adta. Ezt a fajt ma Avicularia avicularia-nak nevezzük, magyarul közönséges madárpóknak. Innen ered a magyar „madárpók” kifejezés.

## Megjelenésük
Változatos megjelenésű fajok tartoznak a nembe. Lábfesztávolságuk 8-tól 18 cm-ig terjedhet. Színezetük fajonként eltérő, a homogén barnától, szürkétől, az erősen irizáló kék, piros látványos színekig változhat. Közös tulajdonságuk, a fajok többségénél fiatal korban megfigyelhető világos „lábujjak”, melyek a tarsust jelölik.

## Életmódjuk
A fajok többsége falakó, azaz arboreális életmódot folytat. A fák törzseinek hasadékaiban, odvaiban illetve ágai között készítik lakóhálóikat. Éjszakai életmódot folytatnak.
Veszélyhelyzetben képesek hatalmas ugrásokkal menekülni, a fák ágai között akár fél-, egy méter hosszúságú ugrásokra is képesek.
Gyors növekedésűek, egyes fajok, akár 18 hónap alatt is elérhetik ivarérettségüket. A nőstények általában 8-10 évig élnek.

## Tartásuk
Tartásuk általában nem okoz nagy gondot, de nagyon fontos a megfelelő szellőzés és magas páratartalom.
Eredeti életmódjuknak megfelelően úgynevezett toronyterráriumot érdemes berendezni számukra, mely jobban képes utánozni egy fán kialakuló közeget, mint a hagyományos terráriumok.

## Fajok[1]
- Avicularia avicularia (Linnaeus, 1758) - Közönséges madárpók
- Avicularia caei Fukushima & Bertani, 2017
- Avicularia glauca Simon, 1891
- Avicularia hirschii Bullmer, Thierer-Lutz & Schmidt, 2006
- Avicularia juruensis Mello-Leitão, 1923
- Avicularia lynnae Fukushima & Bertani, 2017
- Avicularia merianae Fukushima & Bertani, 2017
- Avicularia minatrix Pocock, 1903 - Venezuelai vöröscsíkos madárpók
- Avicularia purpurea Kirk, 1990
- Avicularia rufa Schiapelli & Gerschman, 1945
- Avicularia taunayi (Mello-Leitão, 1920)
- Avicularia variegata F. O. Pickard-Cambridge, 1896

## Galéria

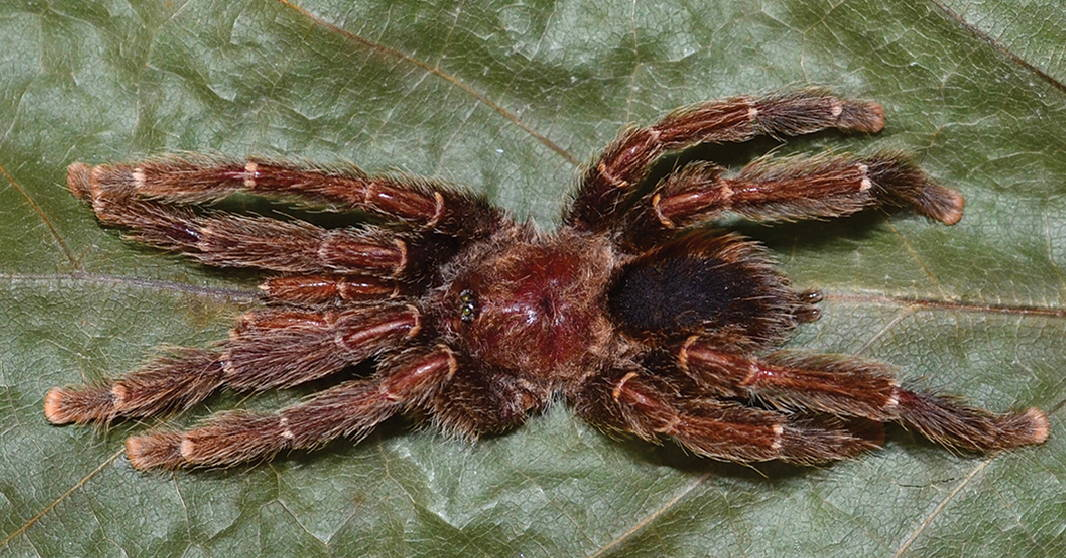
Avicularia caei hím
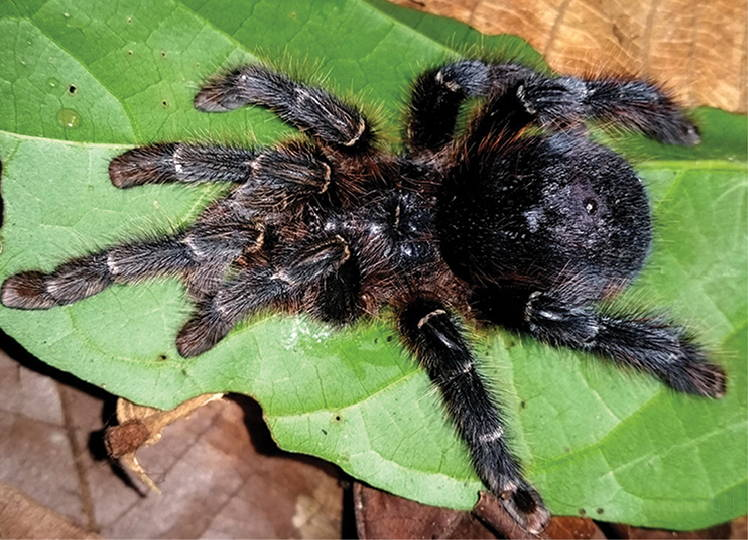
Avicularia hirschii nőstény
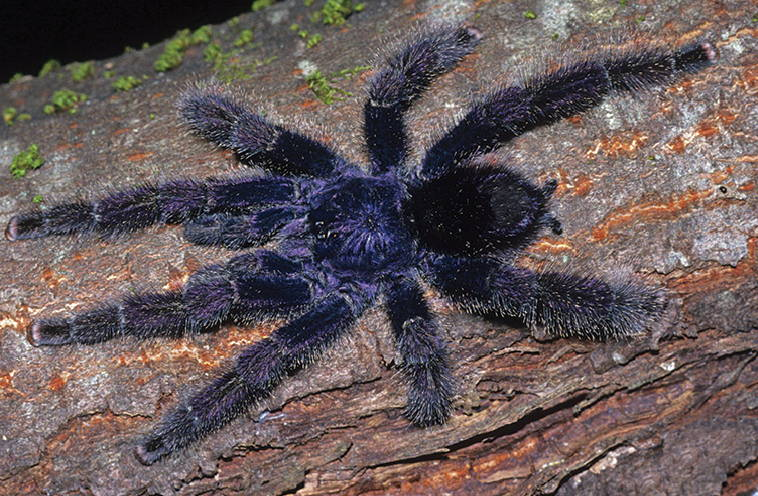
Avicularia juruensis hím
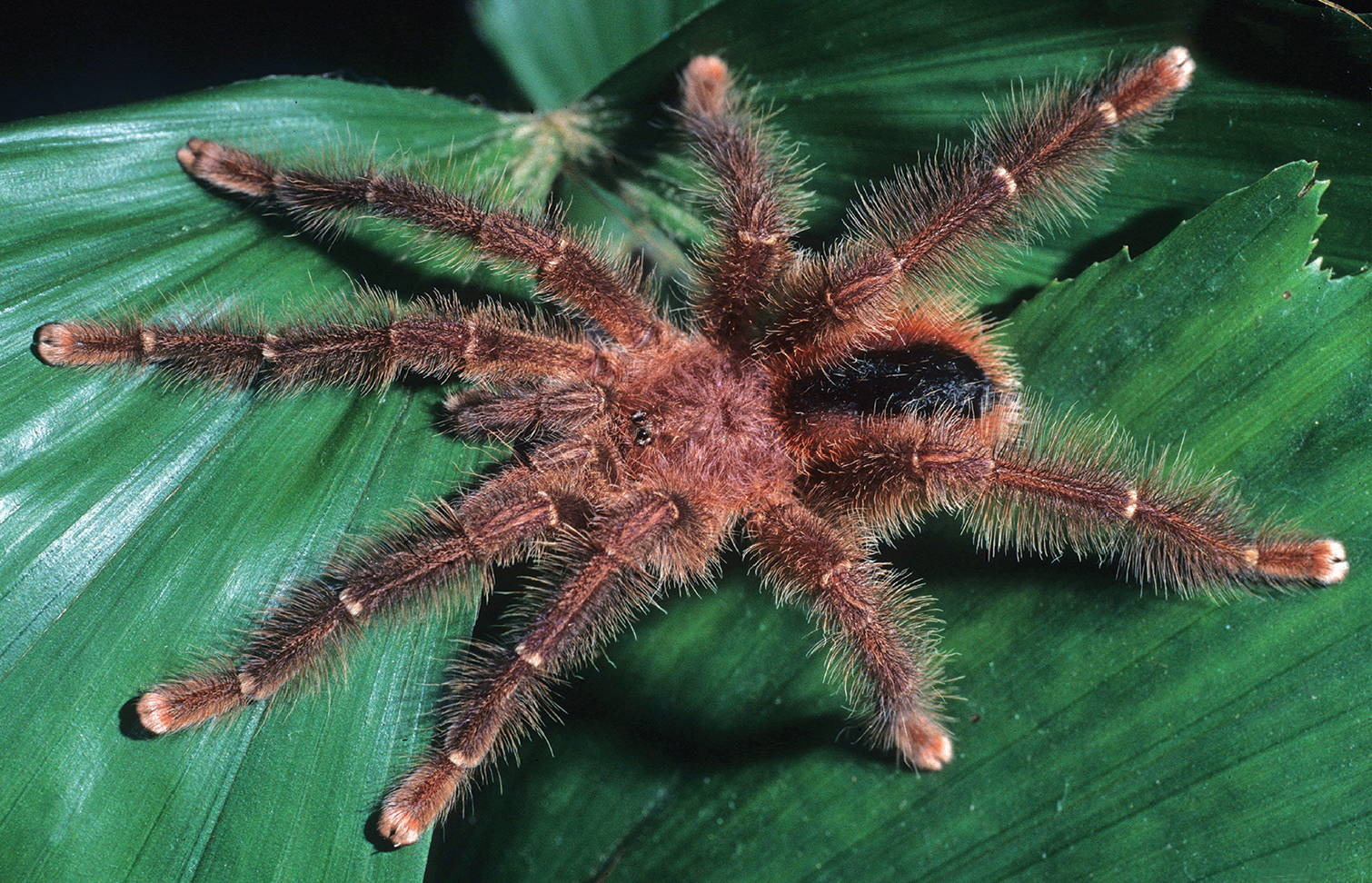
Avicularia lynnae hím
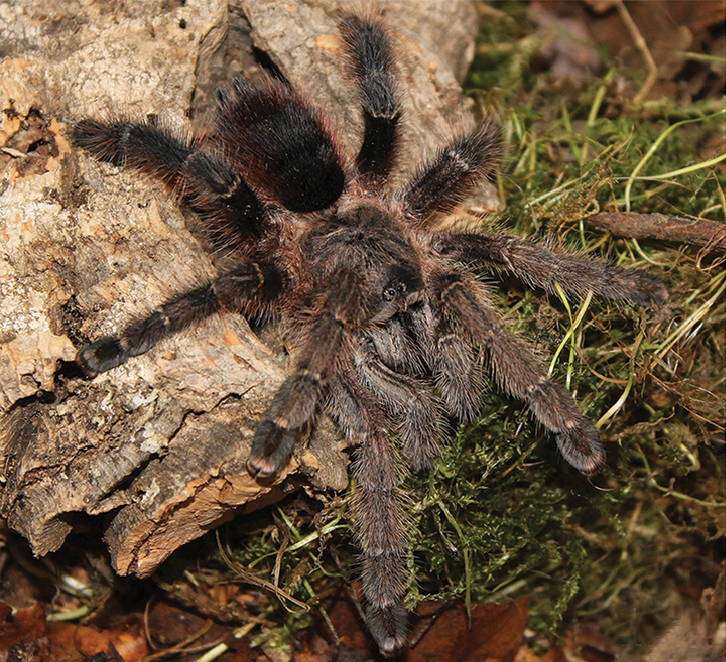
Avicularia merianae nőstény
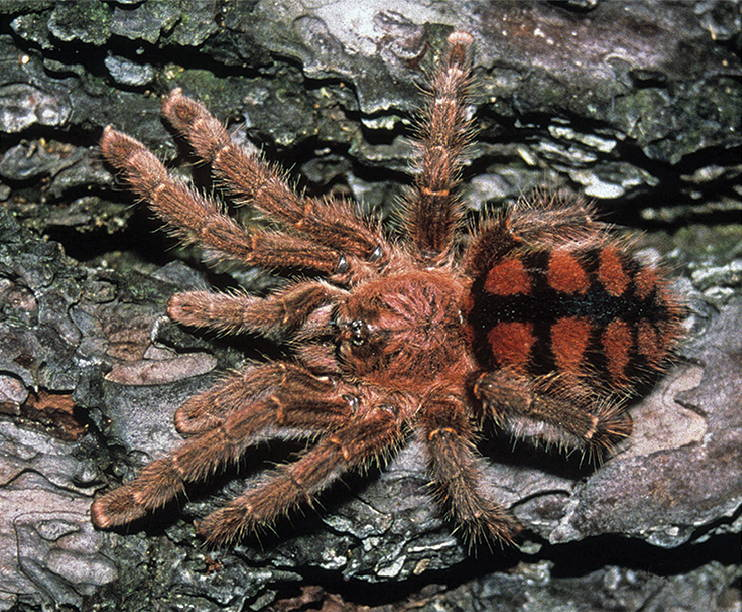
Avicularia minatrix nőstény
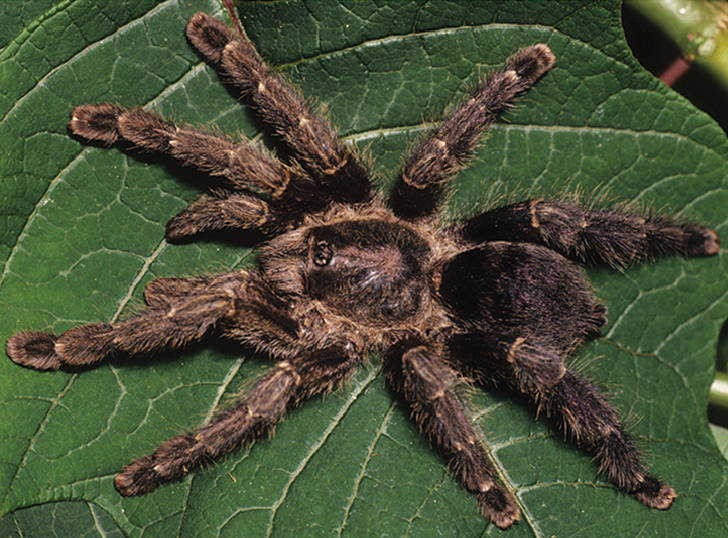
Avicularia purpurea nőstény
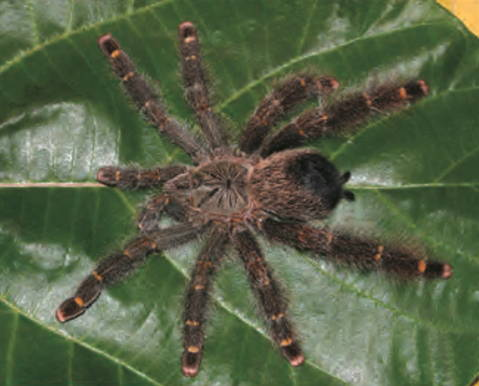
Avicularia rufa nőstény
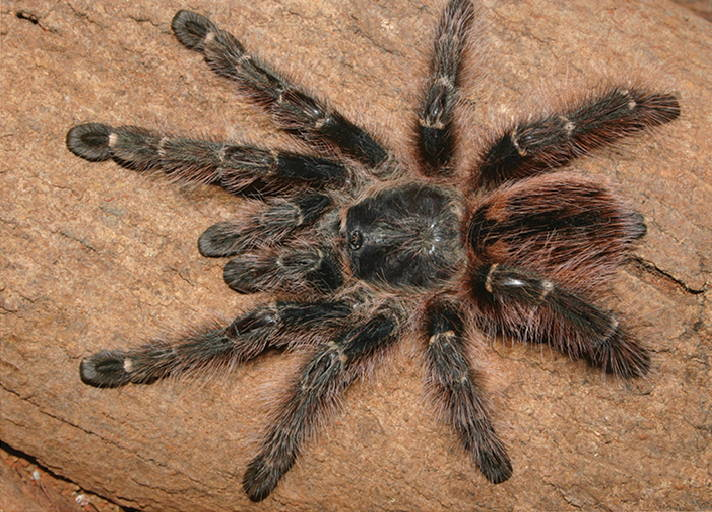
Avicularia taunayi nőstény
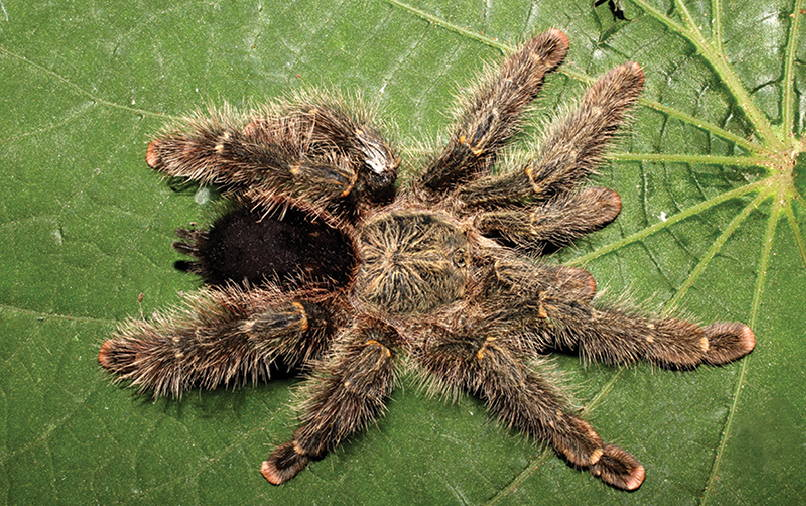
Avicularia variegata nőstény